# 胡沛苍
胡沛苍，浙江临安人，是一名清朝政治人物。
胡沛苍曾于1769年接替韩锡胙任宝山县知县一职，1770年由曾鸿远接任。